# Cernina
Cernina – wieś (obec) na Słowacji w kraju preszowskim, powiecie Svidník. Cernina położona jest w historycznym kraju Szarysz na szlaku handlowym z Węgier do Polski. Pierwsze wzmianki o wsi pochodzą z roku 1414.